# Tyskepasset
Tyskepasset (norwegisch für Deutscher Pass) ist ein Gebirgspass im ostantarktischen Königin-Maud-Land. Im Borg-Massiv verläuft er zwischen dem Høgskavlen und dem Domen.
Erste Luftaufnahmen entstanden bei der Deutschen Antarktischen Expedition 1938/39 unter der Leitung des Polarforschers Alfred Ritscher. Norwegische Kartographen, die den Pass in Anlehnung an die Nationalität seiner Entdecker benannten, kartierten ihn anhand von Luftaufnahmen und Vermessungen der Norwegisch-Britisch-Schwedischen Antarktisexpedition (1949–1952).